# تي س. وارنر
تي س. وارنر (بالإنجليزية: T. C. Warner)‏ هي ممثلة أمريكية، ولدت في 5 مارس 1977 في سان فرانسيسكو في الولايات المتحدة.

## وصلات خارجية
- تي س. وارنر على موقع IMDb (الإنجليزية)
- تي س. وارنر على موقع قاعدة بيانات الفيلم (الإنجليزية)